# Anton Henze

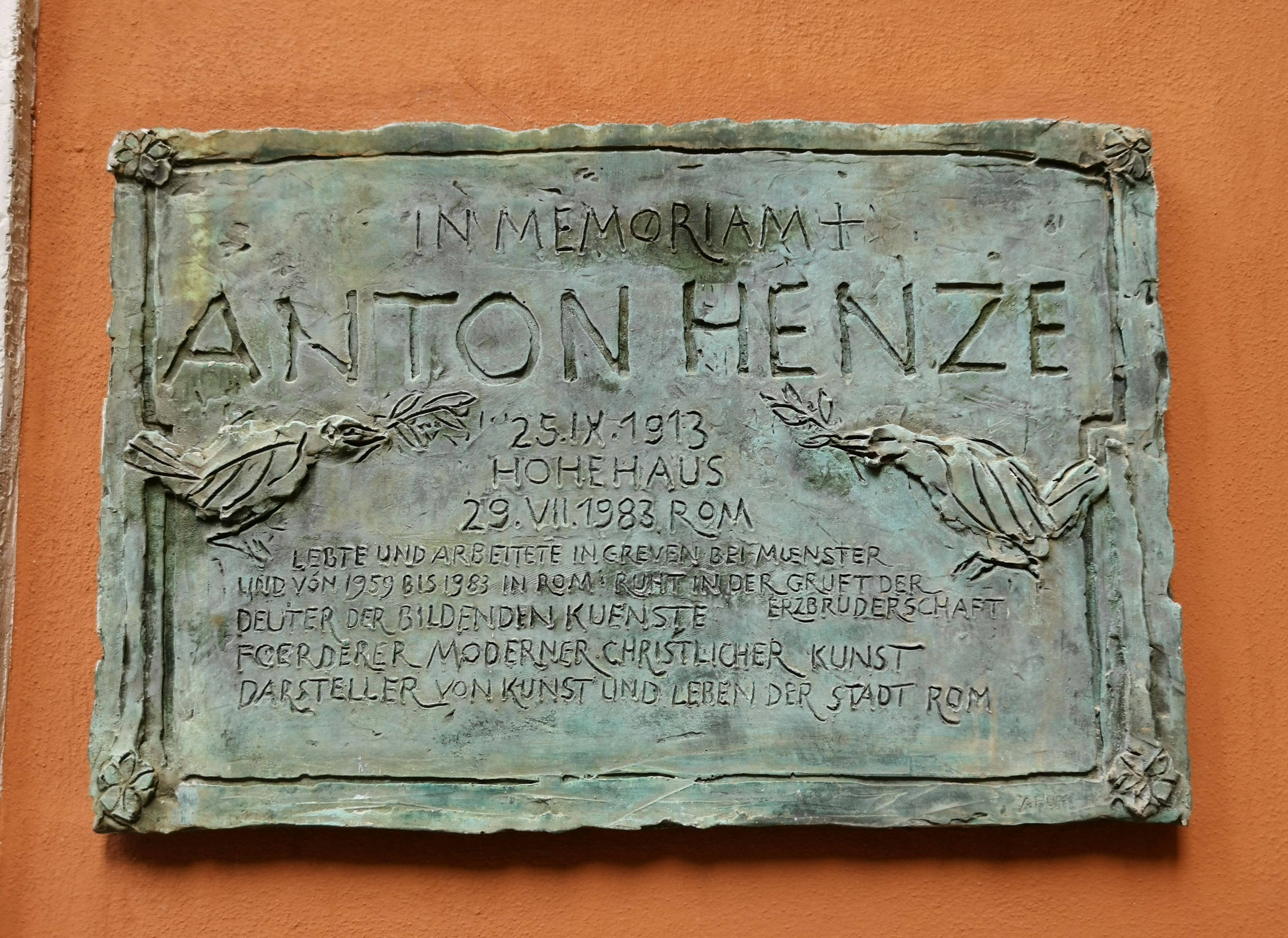
Gedenktafel auf dem Campo Santo Teutonico, Rom

Anton Henze (* 25. September 1913 in Hohehaus; † 29. Juli 1983 in Rom) war ein deutscher Kunsthistoriker, Kulturjournalist und Autor.

## Leben
Anton Henze wurde zunächst technischer Angestellter und besuchte dann das Gymnasium Paulinum in Münster. Nach dem Abitur 1935 studierte er Kunstgeschichte, Literaturgeschichte, Philosophie und Zeitungswissenschaften an den Universitäten Münster und München. Er war seit 1935 Mitglied der katholischen Studentenverbindung KDStV Sauerlandia Münster im CV. 1939 wurde er in Münster mit einer von Martin Wackernagel betreuten Dissertation zum Dr. phil. promoviert. 
Nach dem Studium wurde er Redakteur bei einer Zeitung in Münster. Nach einer schweren Kriegsverletzung war er seit 1943 in Köln wieder als Journalist tätig. In den 1950er Jahren wirkte er als Journalist im Feuilleton der Westfälischen Nachrichten in Münster. Ab 1959 lebte er als Kulturkorrespondent und Autor von Kunstreiseführern in Rom. 
Er wurde auf dem Campo Santo Teutonico in Rom beigesetzt, dort befindet sich seit 1986 auch eine bronzene Gedenktafel für ihn von Alfonso Hüppi.

## Veröffentlichungen (Auswahl)
- Westfälische Kunstgeschichte. Paulus Verlag, Recklinghausen 1957 (484 S. 319 Abb. auf Tafeln u. zahlr. Ill. im Text).
- Neue kirchliche Kunst. Paulus Verlag, Recklinghausen 1958 (324 S., 262 Abb.).
- Ronchamp. Le Corbusiers erster Kirchenbau. Paulus Verlag, Recklinghausen 1958
- Rheinische Kunstgeschichte. Schwann Verlag, Düsseldorf 1961 (624 S., 405 Abb.).
- La Tourette. Le Corbusier's erster Klosterbau. Josef Keller Verlag, Starnberg 1963
- Toulouse-Lautrec. Leben und Werk. Belser Verlag, Stuttgart 1989, ISBN 978-3-7630-1962-5.
- Edouard Manet. Leben und Werk. Belser Verlag, Stuttgart 1982, ISBN 978-3-7630-1918-2.
- Ernst Ludwig Kirchner. Leben und Werk. Belser Verlag, Stuttgart 1980, ISBN 978-3-7630-1693-8.